# Dịch bệnh

Ví dụ về một dịch bệnh cho thấy số ca nhiễm mới thay đổi theo thời gian.

Dịch bệnh (tiếng Anh: epidemic, trong tiếng Hy Lạp, từ dịch bệnh có nghĩa là ἐπί epi "upon or above" và δῆμος demos "people" ) là sự lây lan nhanh chóng của một bệnh truyền nhiễm với số lượng lớn những người bị nhiễm trong một cộng đồng hoặc một khu vực trong vòng một thời gian ngắn, thường là hai tuần hoặc ít hơn. Ví dụ, nhiễm não mô cầu, tỷ lệ mắc vượt quá 15 trường hợp trên 100.000 người trong hai tuần liên tiếp được coi là một vụ dịch.
Dịch bệnh truyền nhiễm thường được gây ra bởi một số yếu tố trong đó có một sự thay đổi trong sinh thái của số lượng vật chủ (ví dụ như sự gia tăng hoặc tăng mật độ của một loài vector), một sự thay đổi di truyền trong các ổ mầm bệnh hoặc bắt đầu của một tác nhân gây bệnh mới nổi (do sự biến đổi các tác nhân gây bệnh hoặc vật chủ). Nói chung, dịch bệnh xảy ra khi hệ miễn dịch vật chủ hoặc là một tác nhân gây bệnh mới xuất hiện hoặc một mầm bệnh mới nổi đột nhiên giảm xuống dưới đó được tìm thấy trong trạng thái cân bằng đặc hữu và ngưỡng truyền được vượt quá.
Một dịch bệnh có thể được giới hạn trong một không gian; Tuy nhiên, nếu nó lây lan sang các quốc gia hoặc châu lục khác và ảnh hưởng đến số lượng lớn người dân người dân mắ bệnh, nó có thể được gọi là một đại dịch.
Các tuyên bố về một dịch bệnh thường đòi hỏi dựa trên cơ sở về số lượng hay tỷ lệ mới mắc của một bệnh; Dịch bệnh xảy ra do các bệnh nhất định, chẳng hạn như cúm, được định nghĩa là gia tăng đáng kể các trường hợp bị nhiễm, cũng được xác định dựa trên cơ sở này. Vài trường hợp của một bệnh rất hiếm có thể phân loại là một dịch bệnh, còn những trường hợp của các bệnh phổ biến như cảm lạnh thông thường không được coi là dịch bệnh.
Tuy vậy, khái niệm về dịch ngày nay không chỉ giới hạn trong các bệnh truyền nhiễm nữa. Các 
bệnh ung thư phổi, tai nạn giao thông, tác dụng có hại của thuốc như thalidomide ma túy cũng 
có thể là những bệnh dịch, mà tác nhân gây bệnh không phải là vi sinh vật. Hiện nay chúng ta phải đối mặt với các bệnh truyền nhiễm, nhưng trong tương lai không xa chúng ta lại phải 
đương đầu với những vụ dịch của các bệnh không nhiễm trùng đang xảy ra ở các nước phát triển.